# Karl av Edsvära
Karl av Edsvära, även kallad Karle av Edsvära, var lagman i Västergötland under förra hälften av 1100-talet, enligt Västgötalagens lagmanslängd den elfte i ordningen.
| ” | Den elfte var Karle av Edsvära. Han förvärvade icke jordagods och annan egendom, utan fastmer var det hans duglighet, hans sinnesstorhet och hans begåvning som upphöjde honom till ämbetet. Han sökte med klokhet efter de män, som begingo lagbrott i vårt land. Han straffade envar efter hans gärning. Och sitt land friade han från onda män och skändligheter. Därför nämnes han i kärleksfull hågkomst som en lagmans väktare. Och fördenskull kallades han med fog fäderneslandets fader . | „ |

Titeln "fäderneslandets fader" verkar tyda på något mer än bara en domare, som under vanliga vardagliga förhållanden gjort sin plikt. I konungalängden nämns det att efter Ragnvald Knaphövdes dråp, "styrde en god lagman och landskapets stormän Västergötland, och då vore alla trogna mot sitt land", och det stämmer väl in på Karl av Edsvära både tidsmässigt och efter lagmanslängdens omdöme .
Hans efterkommande var i flera led lagmän i Västergötland, och det är möjligt, om än inte möjligt att leda i bevis, att Algotssönernas släkt härstammade från honom.